# Lyon (Mississippi)
Lyon è una città (town) degli Stati Uniti d'America, situata nella contea di Coahoma, nello Stato del Mississippi.